# 태풍 마이삭 (2020년)
태풍 마이삭 (MAYSAK) 은 2020년의 제9호 태풍이다.
마이삭은 캄보디아에서 제출한 이름으로 티크나무를 뜻한다.

## 태풍의 진행

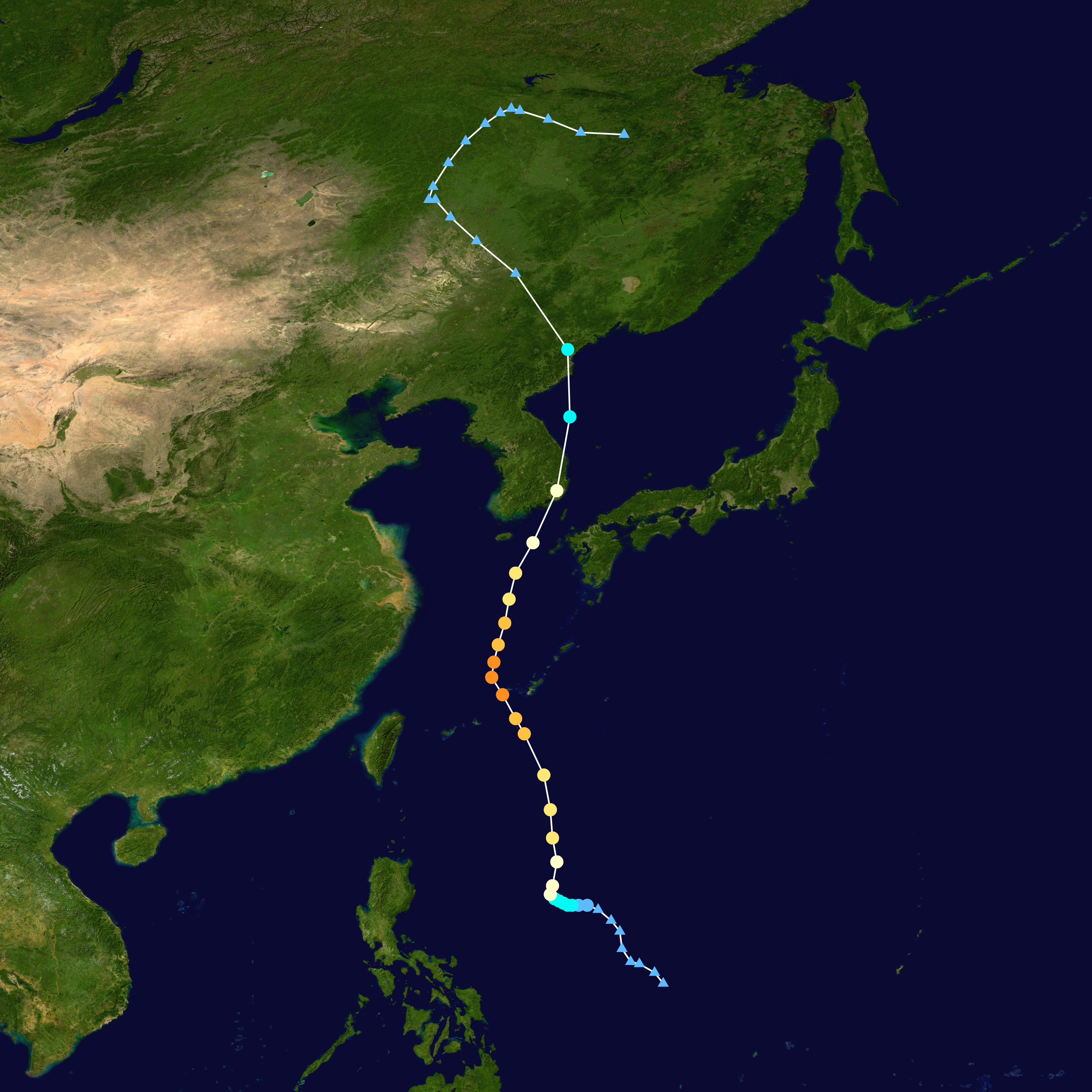
태풍 마이삭의 경로

태풍 마이삭은 8월 28일 15시에 중심기압 996 hPa, 최대풍속 18 m/s, 강풍 반경 280 km(남서쪽 반경)의 열대폭풍으로 필리핀 마닐라 동북동쪽 약 1,040 km 부근 해상에서 발생하였다.(일본 기상청 태풍정보 속보치 기준)  발생 이후 조금 더디게 발달하다가 북북서진하며 일본 오키나와 부근 해상에 접근하며 급발달해서, 9월 1일 9시에 일본 오키나와 서쪽 약 200 km 부근 해상(동중국해)에서 중심기압 935 hPa, 최대풍속 49 m/s의 세력 '매우 강'의 태풍으로 최성기를 맞이하였다.
최성기 이후 동중국해에서 9월 1일 14~15시부터 북북동진으로 전향을 시작하며 다소 약화되었으나 제주도 동쪽 해상에 진출하면서 북~북북동진하며 2020년 제8호 태풍 바비(BAVI)가 가지 않은 해역의 열용량을 흡수하며 미미하게나마 재발달한 뒤, 한국 기상청 기준으로 9월 3일 2시 20분 부산광역시 남서쪽 해안에 상륙하였다. 일본 기상청 기준으로는 9월 3일 2시에서 3시 사이에 중심기압 950hPa, 10분 평균 풍속 44m/s의 세력으로 경상남도 김해시에 상륙했다.
한반도 상륙 이후 빠른 속도로 북북동진하며 온대저기압화가 진행되어서, 한국 기상청 기준으로는 9월 3일 12시에 조선민주주의인민공화국 함경남도 함흥시 동쪽 약 130km 부근 해상(동해)에서 중심기압 970 hPa의 온대저기압으로 변질되었다. 일본 기상청 기준으로는 9월 3일 15시에 조선민주주의인민공화국 함경남도 함흥시 북동쪽 약 252km 부근 육상(조선민주주의인민공화국 함경북도 연사군)에서 중심기압 974 hPa의 온대저기압으로 변질되었다.
| 순위 | 태풍 번호 | 태풍 이름     | 최저 해면 기압 | 관측 연월일 | 관측 장소 |
| ---- | --------- | ------------- | -------------- | ----------- | --------- |
| 1위  | 5914      | 사라          | 951.5 hPa      | 1959/9/17   | 부산      |
| 2위  | 0314      | 매미          | 954.0 hPa      | 2003/9/12   | 통영      |
| 3위  | 2009      | 마이삭        | 957.0 hPa      | 2020/9/03   | 거제      |
| 4위  | 2010      | 하이선        | 957.6 hPa      | 2020/9/07   | 부산      |
| 5위  | 3693      | (태풍 3693호) | 959.4 hPa      | 1936/8/27   | 제주      |
| 6위  | 0014      | 사오마이      | 959.6 hPa      | 2000/9/16   | 통영      |
| 7위  | 2211      | 힌남노        | 959.7 hPa      | 2022/9/6    | 부산      |
| 8위  | 8705      | 셀마          | 961.5 hPa      | 1987/7/15   | 서귀포    |
| 9위  | 8712      | 다이너        | 961.7 hPa      | 1987/8/31   | 부산      |
| 10위 | 1215      | 볼라벤        | 961.9 hPa      | 2012/8/28   | 흑산도    |

| 순위 | 태풍 번호 | 태풍 이름 | 최대 순간 풍속 | 관측 연월일 | 관측 장소 |
| ---- | --------- | --------- | -------------- | ----------- | --------- |
| 1위  | 0314      | 매미      | 60.0 m/s       | 2003/9/12   | 제주      |
| 2위  | 0012      | 프라피룬  | 58.3 m/s       | 2000/8/31   | 흑산도    |
| 3위  | 0215      | 루사      | 56.7 m/s       | 2002/8/31   | 고산      |
| 4위  | 1618      | 차바      | 56.5 m/s       | 2016/10/5   | 고산      |
| 5위  | 1913      | 링링      | 54.4 m/s       | 2019/9/7    | 흑산도    |
| 6위  | 0711      | 나리      | 52.4 m/s       | 2007/9/17   | 울릉도    |
| 7위  | 1215      | 볼라벤    | 51.8 m/s       | 2012/8/28   | 완도      |
| 8위  | 9219      | 테드      | 51.0 m/s       | 1992/9/25   | 울릉도    |
| 9위  | 2009      | 마이삭    | 49.2 m/s       | 2020/9/3    | 고산      |
| 10위 | 8613      | 베라      | 49.0 m/s       | 1986/8/28   | 울진      |

| 순위 | 태풍 번호   | 태풍 이름 | 최대 풍속 | 관측 연월일 | 관측 장소 |
| ---- | ----------- | --------- | --------- | ----------- | --------- |
| 1위  | 0314        | 매미      | 51.1 m/s  | 2003/9/12   | 고산      |
| 2위  | 1618        | 차바      | 49.0 m/s  | 2016/10/5   | 고산      |
| 3위  | 0012        | 프라피룬  | 47.4 m/s  | 2000/8/31   | 흑산도    |
| 4위  | 2009        | 마이삭    | 45.0 m/s  | 2020/9/3    | 고산      |
| 4위  | 5412        | 쥰        | 45.0 m/s  | 1954/9/14   | 울릉도    |
| 6위  | 0215        | 루사      | 43.7 m/s  | 2002/8/31   | 고산      |
| 7위  | 0711        | 나리      | 43.0 m/s  | 2007/9/16   | 고산      |
| 8위  | 1904년 태풍 | -         | 42.4 m/s  | 1904/8/18   | 목포      |
| 9위  | 1905년 태풍 | -         | 42.3 m/s  | 1905/9/2    | 목포      |
| 10위 | 1913        | 링링      | 42.2 m/s  | 2019/9/7    | 흑산도    |

## 같이 보기
- 2020년 태풍